# Sulzbachtal
Sulzbachtal là một đô thị ở huyện Kaiserslautern, bang Rheinland-Pfalz, phía tây nước Đức. Đô thị Sulzbachtal có diện tích 6,71 km².